# Ulrychów (Kluczbork)
Ulrychów (niem. Ullrichsdorf) – dawna wieś, obecnie nieoficjalna część miasta Kluczbork, w południowej Polsce na Górnym Śląsku, w województwie opolskim, w powiecie kluczborskim, w gminie miejsko-wiejskiej Kluczbork.
Rozpościera się wzdłuż ulicy Wołczyńskiej, na zachód od centrum Kluczborka, po zachodniej stronie węzła kolejowego; morfologicznie od zachodu przechodzi w Ligotę Dolną
Do 1945 samodzielna gmina jednostkowa w powiecie Kreuzburg, wchodząca w skład prowincji prowincji śląskiej (do 1919 roku), a następnie prowincji górnośląskiej. Od 1945 w powiecie kluczborskim w województwie śląskim. 1 grudnia 1945 utracił samodzielność przez włączenie do Kluczborka.